# Формиат олова(II)
Формиат олова(II) — неорганическое соединение, 
соль металла олова и муравьиной кислоты
с формулой Sn(HCOO)2,
бесцветные кристаллы,
растворяется в воде.

## Получение
- Действие муравьиной кислоты на гидроксид олова:

{\displaystyle {\mathsf {Sn(OH)_{2}+2HCOOH\ {\xrightarrow {}}\ Sn(HCOO)_{2}+2H_{2}O}}}

## Физические свойства
Формиат олова(II) образует бесцветные кристаллы.
Растворяется в воде.

## Химические свойства
- При нагревании в интервале температур 100-180°С разлагается на оксид олова(II), формальдегид и диоксид углерода [1].